# Becky Sharp
Becky Sharp is een Amerikaanse film uit 1935 onder regie van Rouben Mamoulian. De film is gebaseerd op de roman Vanity Fair uit 1847-1848 van de Britse schrijver William Makepeace Thackeray. Destijds werd hij in Nederland uitgebracht onder de titel Kermis der ijdelheid.

## Verhaal
De 19e eeuw is zojuist aangebroken. Becky Sharp is een manipulatieve en egoïstische jongevrouw die, nadat ze afstudeert aan een Engelse kostschool, intrekt bij haar naïeve doch rijke klasgenoot Amelia Sedley. Amelia's broer Joseph toont veel interesse in Becky, maar hij doet geen huwelijksaanzoek, omdat zijn vader vindt dat Becky uit een te lage klasse komt. Ze voelt zich in haar eer gekwetst en besluit te vertrekken, waarna ze werk vindt als gouvernante in het landhuis van Sir Pitt Crawley. Aanvankelijk hebben de familieleden door haar armoedige achtergrond twijfels over Becky, maar zij wint door manipulatie het vertrouwen van de mensen.
In het landhuis voelt Becky zich onmiddellijk aangetrokken tot Rawdon, de zoon van Pitt Crawley en officier in het Britse leger. Ze worden verliefd en trouwen. Ondanks de financiële zekerheid raakt ze al snel verveeld aan het voorspelbare leven en brengt ze haar dagen door met het verleiden van rijke aristocraten. Ze liegt en manipuleert zich tot de top van de sociale kring, maar is nog steeds niet gelukkig. Als tijdens een bal, vlak bij Waterloo, wordt aangekondigd dat Napoleon Bonaparte is verslagen bij de slag bij Waterloo, hoopt Becky in eerste instantie dat er meer avontuur komt in haar leven.
Echter, al snel merkt ze de nadelige gevolgen van de oorlog. Rawdon zal zich moeten melden bij het leger. Voor zijn afscheid van Becky, geeft hij toe dat hij, door zijn verslaving aan gokken, diep in de schulden zit. Becky belooft hem te verlossen van zijn schulden en hoopt geld te verdienen door een avond met de rijke Lord Styne door te brengen. Hiermee vergooit ze niet alleen haar reputatie, maar ook haar respect van Rawdon. Als hij ontdekt hoe ze aan het geld is gekomen, verstoot hij haar. Becky keert terug naar haar oude leven en brengt haar dagen eenzaam door in ernstige armoede. Aan het einde overtuigt ze haar zwager om haar geld te geven, zodat ze een nieuw leven kan beginnen met Joseph, die nog steeds verliefd op haar is.

## Rolverdeling
| Acteur           | Personage             |
| ---------------- | --------------------- |
| Miriam Hopkins   | Becky Sharp           |
| Frances Dee      | Amelia Sedley         |
| Cedric Hardwicke | Markies van Steyne    |
| Billie Burke     | Lady Bareacres        |
| Alison Skipworth | Juffrouw Crawley      |
| Nigel Bruce      | Joseph Sedley         |
| Alan Mowbray     | Rawdon Crawley        |
| Doris Lloyd      | Hertogin van Richmond |

## Achtergrond
Becky Sharp is de geschiedenisboeken in gegaan als de allereerste volledige kleurenfilm. Het was de eerste film die tijdens de volledige speelduur gebruik maakte van driekleurentechnicolor. Het eerste initiatief om een film volledig in Technicolor op te nemen kwam op basis van het succes van La Cucuracha (1934), een korte film in Technicolor. Aanvankelijk zou The Three Musketeers (1935) de eerste film van RKO Radio Pictures worden om volledig in kleur opgenomen te worden, maar de studio koos later voor Becky Sharp.
Miriam Hopkins had in augustus 1934 de titelrol gekregen. Ze kwam echter niet overeen met het te ontvangen salaris en werd nog diezelfde maand ontslagen. Hierna werden Myrna Loy en Claudette Colbert in overweging genomen als haar vervanger. Pas toen geen van beiden de rol accepteerde, gaf de studio toe aan Hopkins wensen. In december dat jaar waren de makers klaar met het testen van de kleur. Op 28 december 1934 stierf Lowell Sherman, de regisseur van de film, onverwachts aan een longontsteking. Rouben Mamoulian werd aangesteld als zijn vervanger en hij nam de beslissing om opnieuw te beginnen met de voorbereidingen en opnamen.
De film werd slecht ontvangen door de pers. Ze spraken vooral negatief over het scenario. Menig filmhistoricus is het er dan ook over eens dat Becky Sharp geen eervolle introductie aan Technicolor betekende. Het gebruik van kleur was volgens kenners niet realistisch. De kleur blauw kon niet op juiste manier gebruikt worden, waardoor de makers besloten een nadruk te leggen op de kleur rood. Uiteindelijk bracht de film slechts 672.000 dollar op, tegen een budget van bijna 1 miljoen dollar.